# Нова Єльня
Нова Є́льня (рос. Новая Ельня) — селище у складі Нижньосергинського району Свердловської області. Входить до складу Нижньосергинського міського поселення.
Населення — 26 осіб (2010, 37 у 2002).
Національний склад станом на 2002 рік: росіяни — 86 %.